# 愛新覚羅啓元
愛新覚羅 啓元（あいしんかくら けいげん、1943年 - ）は、中華人民共和国の画家で北京美術家協会会員、北京国際名人画院教授である。清興祖真皇福満十五世を称する。作品は多く、中国美術館、中国国家美術館、中国国家博物館、軍事博物館などに展示されている。